# Barão de Juiz de Fora
 (octobre 2022).
Pour les articles homonymes, voir Barao.
Barão de Juiz de Fora est un titre noble brésilien créé par Pierre II (empereur du Brésil) par décret du 15 juin 1881, en faveur de José Ribeiro de Resende,,.